# Дзанис, Апостолос
Апо́столос Дзанис (греч.  Απόστολος Τζανής, 1913 — 6 октября 1941) — греческий политический и профсоюзный деятель, член руководства Македонского бюро Коммунистической партии Греции. Участник антифашистского Сопротивления.
Один из руководителей Драмского восстания против болгарских оккупационных властей, ставшего первым массовым восстанием на оккупированной территории Греции и одним из первых в оккупированной Европе.
Погиб в октябре 1941 года в бою с болгарскими оккупантами.

## Молодость
По одним источникам Апостолос Дзанис родился в западномакедонском селе Клинес, Флорина (ном) в 1919 году, в семье беженцев Малоазийской катастрофы.
По другим источникам, более соответствующим датам его биографии, он вырос во Флорине, но родился в 1913 году в малоазийском Киосе.
С детства был вынужден работать, но сумел не только окончить школу, но и стать учителем.
Педагогическое училище Флорины он окончил с отличием.
Ещё в подростковом возрасте вступил в Организацию коммунистической молодёжи Греции (ΟΚΝΕ).
В 1932 году он стал секретарём организации ΟΚΝΕ региона Флорины.
В 1933 стал членом Македонского бюро компартии Греции.
В 1937 году он служил в роте штрафников (политически ненадёжных) 28-го пехотного полка.
Вместе с другими 11 юношами из Фессалоник был сослан на остров Агиос Эвстратиос.
В силу появившихся проблем со здоровьем, был переведен в санаторий в Асвестохори, недалеко от Фессалоник, откуда ему удалось бежать.
В подполье развил заметную профсоюзную деятельность.

## Организация «Элефтериа»
С началом тройной, германо-итало-болгарской, оккупации Греции, Дзанис вновь был включён в Македонское бюро партии и в начале мая 1941 года принял участие в создании первой организации Сопротивления, под именем «Элефтериа» (Свобода).
Одновременно он принял участие в создании подпольной газеты под тем же именем.
Учредительный протокол организации «Элефтериа» был подписан 15 мая 1941 года. Протокол подписали:
- От Македонского бюро компартии Симос Керасидис и Апостолос Дзанис
- От социалистической партии врач Иоаннис Пасалидис.
- От крестьянской партии юрист Афанасий Фидас
- От Демократического союза Георгий Эфтимиадис
- От офицерской группы «Меркуриос» отставной полковник Димитриос Псаррос[2].

«Элефтериа» была одной из первых организаций Сопротивления в оккупированной силами Оси Европе.
Она была создана всего месяц после вступления немцев в Салоники и за две недели до падения Крита.
Поскольку часть историков правой политической ориентации, в попытке принизить патриотизм греческих коммунистов и их роль в создании движения Сопротивления, утверждает, что их действия были вызваны в основном призывами о помощи Советского Союза к своим товарищам, историки левой ориентации подчёркивают тот факт, что «Элефтериа» была создана за месяц до нападения Германии на Советский Союз.
Керасидис, вместе с Дзанисом, приняли крайне радикальную позицию в вопросе организации Сопротивления против оккупационных сил.
Как писал впоследствии Андреас Дзимас, один из руководителей компартии в тот период, а затем член генштаба Народно-освободительной армии Греции (ЭЛАС):
«… позицией Македонского бюро летом 1941 года было наше немедленное превращение в боевую диверсионную организацию, которая бы предприняла решительные действия в городах и провинции. Для них, партийная организация идентифицировалась с несколькими десятками или сотнями решительных людей, способных на всё.».
Хотя «Элефтериа» ещё не создала своей подпольной сети, она сразу поставила своей целью развёртывание партизанской войны.
Псаррос был назначен военным руководителем «Элефтерии»
Уже 20 мая члены организации «Элефтериа» во главе с Хурмузисом Хадзитомасом уничтожили на улицах Салоник с десяток немецких грузовиков и большое число бочек с топливом.
В первые 6 месяцев деятельности организации Дзанис организовал ряд последовательных диверсий против немцев.

## Борьба против болгарских оккупантов
В ходе немецкого вторжения в Грецию в начале апреля 1941 года болгарские войска не принимали прямого участия в военных действиях, оставаясь в резерве.
С продвижением немецких войск, Греция была разделена на 3 зоны оккупации — немецкую, итальянскую и болгарскую.
Болгарские войска стали занимать греческие территории Македонии и Западной Фракии, начиная с 21 апреля, освобождая таким образом немецкие войска перед началом их нападения на Советский Союз.
Особенностью болгарской зоны было то, что болгары спешили объявить её территорией Болгарии, осуществляя таким образом, с помощью немцев, свои давние претензии на Македонию и Западную Фракию.
В рамках политики болгаризации региона, греческие церкви и монастыри подверглись ограблению, греческие священники были изгнаны и взамен были привезены болгарские священники, греческие школы были закрыты и взамен были открыты болгарские школы, употребление болгарского языка стало обязательным. Имена городов, сёл и улиц были заменены на болгарские. Население, отказывающееся признавать себя болгарами, было обложено тяжёлыми налогами. Греческим врачам, юристам и аптекарям запрещалось вести свою профессию.
Болгарская зона приобрела печальную славу самой кровавой в оккупированной Греции.
Размах зверств и террора болгарских оккупантов был таким, что наблюдался беспрецедентный исход греческого населения Восточной Македонии и Фракии из болгарской зоны оккупации в немецкую. Эти события получили отражение в романе «Эксодос» (Исход) греческого писателя Илиаса Венезиса.
Создавшаяся обстановка не оставила безучастными греческих коммунистов.
В документах Греческого Сопротивления речь идёт о «свящённой ненависти греческого народа против болгарских захватчиков».
Решение греческих коммунистов о начале вооружённой борьбы ставило целью борьбу против оккупантов, а также оказание косвенной помощи Советскому Союзу, который подвергся нападению 22 июня.
Уже 10 июля был создан первый партизанский отряд имени «Одиссеас Андруцос» в районе города Нигрита, под командованием Танасиса Гениоса (Лассаниса).
В августе в регионе города Килкис был создан отряд, получивший имя «Афанасия Дьяка», под командованием капитана Петроса, а в горах Лекани (Чал Даг) отряд под командованием Михалиса Георгиадиса (Спартака) и Петроса Пастурмадзиса (Кицоса).
15 сентября в селе Илиокоми состоялась сходка членов Македонского бюро партии, на котором приняли участие первый секретарь бюро Параскевас Дракос (Барбас), второй секретарь Апостолос Дзанис (Костакис), секретарь партийной организации Кавалы Теоклитос Крокос (Михалис), секретарь партийной организации Драмы Пантелис Хамалидис (Алекос), секретарь партийной организации Нигриты Моисис Пасхалидис (Григорис), Ламброс Мазаракис и др.
Было принято решение об организации большего числа партизанских отрядов, но не о восстании.
Предложение о массовом восстании было обсуждено на заседаниях городских и сельских организаций партии. Были высказаны сомнения о начале немедленного военного выступления.
Были высказаны соображения о том, что восстание является преждевременным, что надо постепенно увеличивать партизанские силы и планировать свои действия в соответствии с ходом войны.
Однако впоследствии решение о восстании было принято на уровне окружной партийной организации Драмы её секретарём Хамалидисом, заявившим: «Такое широкое всенародное революционное движение невозможно скрыть. Знают или нет об этом болгары, восстание произойдёт и мы удивим не только Грецию но и весь мир.».
Хамалидис был непреклонен: «Мы готовим революцию, поймите это наконец» и угрожал расстрелом возражающим.
Решение о начале восстания было принято на партийной сходке в городе Драма, на которой, кроме Хамалидиса, не принимали участия остальные члены Македонского бюро.
26 сентября было принято решение начать восстание в ночь с 28 на 29 сентября.

## Драмское восстание

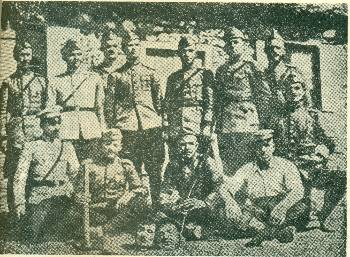
Болгарские военные фотографируются, демонстрируя отрубленные головы греческих повстанцев после Драмского восстания. Сентябрь 1941 года

Сигналом для начала восстания стала атака вечером 28 сентября на электростанцию в Аркадико Драмы.
Группа партизан атаковала также лагерь болгарского Корпуса военного снабжения и железнодорожную станцию Драмы, но в силу плохой организации и малого числа атакующих их атаки были отражены.
В тот же вечер партизанские группы атаковали станции болгарской жандармерии, муниципалитеты и мосты, убивая болгарских жандарм, старост и греческих коллаборационистов во многих сёлах нома Драмы.
Действия партизан и бегство болгарских властей были отмечены также в сёлах номов Серре и Кавала.
Восстание было неожиданным не только для болгарских оккупантов, но и для членов Македонского бюро компартии.
Бюро срочно послало в Илиокоми своего второго секретаря, Апостолиса Дзаниса, который обратился к жителям села со словами: «Не знаю откуда был дан этот приказ о восстании. Если хотите бороться за свободу Греции, следуйте за мной. С тем что вы сделали сегодня, вы дали право оккупантам приступить к резне греческого народа.».
С 29 сентября болгары приступили к массовым арестам и расстрелам в городе Драма и окружающих сёлах, а также в городах и сёлах номов Серре и Кавала.
В общей сложности жертвами болгарского террора и резни стали 2.140 человек, из них 1.547 в номе Драма, 483 в номе Серре и 110 в номе Кавала.
Одновременно, 29 сентября на горе Чал Даг собрались около 1.200 повстанцев, вооружённых кто чем и без достаточных боеприпасов и провизии.
Другой проблемой было то, что в горы ушло большое число безоружного гражданского населения.
Мобилизовав большие силы армии и жандармерии, с применением артиллерии и авиации, болгары приступили к карательным операциям в горах Паггео и Чал Даг и ликвидировали партизанские группы, нашедшие там убежище.
В период, последовавший после Гражданской войны в Греции (1946—1949), историками правой политической ориентации были высказаны спекулятивные идеи о том, что Драмское восстание было болгарской провокацией. Согласно этим историкам, болгарские оккупационные власти имели детальную информацию о готовившемся восстании, но дали ему вспыхнуть, дабы приступить к резне греческого населения, с тем чтобы с помощью этнической чистки изменить этническую демографию региона.
Историки левой ориентации признают, что восстание было преждевременным, но именуют его героическим.
Историк Н. Георгиадис считает глупостью и мысль о сотрудничестве греческих коммунистов с болгарскими фашистами. Но учитывая чрезмерный интернационализм греческих коммунистов, он не исключает того, что они могли быть введены в заблуждение слухами, поступавшими от своих болгарских товарищей о возможном, но не состоявшемся, антифашистском выступлении в самой Болгарии.

## Смерть Дзаниса и других членов Македонского бюро
Подпольная ставка Македонского бюро находилась в маленьком селе Мирини соседнего с номом Драмы нома Серре.
Здесь, в доме братьев Кутурусисов, находилось как убежище членов Македонского бюро, так и подпольная типография газет «Элефтериа», «Голос Паггео» и «Партизан».
После подавления Драмского восстания болгары расширили зону своей резни на соседние серрские сёла Кормиста, Илиокоми, Проти и др.
Угроза ареста всего Македонского бюро, в полном его составе, вынудила принять решение об уходе из Мирини и перехода, через реку Стримонас, в Центральную Македонию.
При попытке перехода через реку и после предательства члены Македонского бюро и сопровождавшие их трое юношей из драмского села Кирья были окружены в камышах болгарскими войсками.
Апостолос Дзансис погиб в бою.
Параскевас Барбас и Арабадзис Мазаракис были ранены и первоначально были взяты в плен. Однако сразу затем болгарский офицер, возглавлявший армейскую часть, лично застрелил Барбаса выстрелом из пистолета в голову.
Были расстреляны также Моисис Пасхалидис (Григорис), братья Арабадзис и Ламброс Мазаракисы и трое юношей из села Кирья (двое из них были братьями).
Спаслись только Мария Георгиу Томопулу и Манолис Хараламбидис.